# Min søsters børn vælter byen
Min søsters børn vælter byen er en dansk film fra 1968, skrevet og instrueret af Annelise Reenberg.

## Medvirkende
- Jeanne Darville
- William Rosenberg
- Pusle Helmuth
- Jan Priiskorn Schmidt
- Vibeke Houlberg
- Michael Rosenberg
- Sonja Oppenhagen
- Sigrid Horne-Rasmussen
- Karen Berg
- Dirch Passer
- Ove Sprogøe
- Bjørn Puggaard-Müller
- Karl Stegger
- Elga Olga Svendsen
- Ernst Meyer
- Ole Monty
- Knud Hallest
- Peter Bonke
- Susanne Jagd
- Palle Huld
- Jørgen Weel
- Bertel Lauring
- Mime Fønss
- Jane Thomsen
- Bent Conradi
- Poul Glargaard
- Hanne Borchsenius
- Miskow Makwarth
- Helge Kjærulff-Schmidt
- Avi Sagild
- Holger Vistisen

## Eksterne links
- Min søsters børn vælter byen på Internet Movie Database (engelsk)
- Min søsters børn vælter byen på Filmdatabasen
- Min søsters børn vælter byen på danskefilm.dk
- Min søsters børn vælter byen på danskfilmogtv.dk
- Min søsters børn vælter byen på Scope
- Min søsters børn vælter byen på MovieMeter (nederlandsk)
- Min søsters børn vælter byen på The Movie Database (engelsk)